# Innocence & Instinct
Innocence & Instinct — второй студийный альбом христианской группы Red, вышедший в 2009 году. Альбом дебютировал на 15-м месте в Billboard 200. По приблизительным оценкам за первую неделю было продано около 40 000 экземпляров, что позволило новому альбому занять первые места практически во всех чартах мира. Innocence & Instinct был номинирован на Грэмми.

## Об альбоме
Innocence & Instinct сразу вышел в двух редакциях. Сами музыканты комментируют его так: «Наш новый альбом посвящён изучению борьбы между светом и тьмой внутри каждого из нас — между свободой и теми инстинктами, которые заставляют нас делать то, что нам совсем не хочется делать. И это война длиною в жизнь».
Соавтором композиции Shadows является вокалист группы Breaking Benjamin Бен Бернли.

## Список композиций

### Standart Edition
| №   | Название                             | Автор(ы)                                                                 | Длительность |
| --- | ------------------------------------ | ------------------------------------------------------------------------ | ------------ |
| 1.  | «Fight Inside»                       | Роб Грейвз, Бёрни Хермс, Джейсон МакАртур, Джейсен Рау                   | 4:08         |
| 2.  | «Death of Me»                        | Роб Грейвз, Джейсен Рау                                                  | 4:17         |
| 3.  | «Mystery of You»                     | Роб Грейвз, Джейсон МакАртур, Энтони Армстронг, Джейсен Рау              | 3:47         |
| 4.  | «Start Again»                        | Роб Грейвз, Джейсон МакАртур, Джейсен Рау                                | 4:27         |
| 5.  | «Never Be the Same»                  | Роб Грейвз, С. Тод Нильсон, Майк Семинари, Джейсон МакАртур, Джейсен Рау | 3:49         |
| 6.  | «Confession (What’s Inside My Head)» | Роб Грейвз, Джейсон МакАртур, Джейсен Рау                                | 2:44         |
| 7.  | «Shadows»                            | Бенджамин Барнли, Роб Грейвз, Джейсен Рау                                | 3:20         |
| 8.  | «Ordinary World (Duran Duran cover)» | Уоррен Куккурулло, Симон Лебон, Ник Родез, Джон Тейлор                   | 4:58         |
| 9.  | «Out From Under»                     | Роб Грейвз, Ричард Маркс, Джейсен Рау                                    | 3:59         |
| 10. | «Take It All Away»                   | Роб Грейвз, Джейсен Рау                                                  | 5:42         |

### Deluxe Edition
| №   | Название                                                      | Автор(ы)                                                                 | Длительность |
| --- | ------------------------------------------------------------- | ------------------------------------------------------------------------ | ------------ |
| 1.  | «Intro (Canto III)»                                           |                                                                          | 1:30         |
| 2.  | «Fight Inside»                                                | Роб Грейвз, Бёрни Хермс, Джейсен Рау                                     | 4:08         |
| 3.  | «Death of Me»                                                 | Роб Грейвз, Джейсон Рауч                                                 | 4:17         |
| 4.  | «Mystery of You»                                              | Роб Грейвз, Джейсон МакАртур, Энтони Армстронг, Джейсен Рау              | 3:45         |
| 5.  | «Start Again»                                                 | Роб Грейвз, Джейсон МакАртур, Джейсен Рау                                | 4:25         |
| 6.  | «Never Be the Same»                                           | Роб Грейвз, С. Тод Нильсон, Майк Семинари, Джейсон МакАртур, Джейсен Рау | 3:46         |
| 7.  | «Confession (What’s Inside My Head)»                          | Роб Грейвз, Джейсон МакАртур, Джейсен Рау                                | 2:44         |
| 8.  | «Shadows»                                                     | Бенджамин Барнли, Роб Грейвз, Джейсен Рау                                | 3:20         |
| 9.  | «Ordinary World (Duran Duran cover)»                          | Уоррен Куккурулло, Симон Лебон, Ник Родез, Джон Бас Тейлор               | 4:56         |
| 10. | «Out From Under»                                              | Роб Грейвз, Ричард Маркс, Джейсен Рау                                    | 3:58         |
| 11. | «Take It All Away»                                            | Роб Грейвз, Джейсен Рау                                                  | 5:38         |
| 12. | «Overtake You»                                                | Роб Грейвз, Джейсен Рау                                                  | 3:00         |
| 13. | «Forever»                                                     | Роб Грейвз, С. Тод Нильсон, Майк Семинари, Джейсон МакАртур, Джейсен Рау | 3:38         |
| 14. | «Nothing and Everything (An piano version of "Fight Inside")» | Роб Грейвз, Бёрни Хермс, Джейсен Рау                                     | 5:59         |

### Deluxe Edition DVD
1. «Making of Documentary»
2. «Death of Me» (Music video)
3. «Behind the Scenes of Death of Me video»
4. «Photo Gallery»